# The Munsters (film)
The Munsters è un film del 2022 diretto da Rob Zombie e interpretato da  Sheri Moon, Jeff Daniel Phillips, Daniel Roebuck, Richard Brake, Jorge Garcia, Sylvester McCoy, Catherine Schell e Cassandra Peterson. Il film, una commedia horror, è basata sui personaggi della Famiglia Munster, creati da Allan Burns e Chris Hayward e sviluppati da Norm Liebmann e Ed Haas per la serie televisiva I mostri (The Munsters, 1964-1966). La storia narrata nel film è ambientata tempo prima degli eventi della serie ed è quindi un prequel in cui viene raccontata l'origine dei personaggi protagonisti, ovvero Lily, Herman e il Nonno.
Rob Zombie aveva ideato lo sviluppo di un film sui Munster con la Universal Pictures fin da prima l'uscita del suo film d'esordio del 2003 ed è stato coinvolto in numerosi altri progetti prima di poter confermare un adattamento cinematografico della serie televisiva nel 2021. Rob Zombie avrebbe voluto girare il film in bianco e nero, ma lo studio ha respinto l'idea e il regista ha optato così per una fotografia a colori molto satura. Le riprese principali sono iniziate nel novembredel 2021 a Budapest.
Il film è una coproduzione tra la Universal 1440 Entertainment e la Spookshow International Film. È stato distribuito directo-to-video in download digitale, Blu-ray e DVD ed è inoltre disponibile in streaming sulla piattaforma Netflix dal 27 settembre 2022. Il film ha ricevuto recensioni contrastanti da parte della critica.

## Trama
Il Dr. Henry Augustus Wolfgang, uno scienziato pazzo, e il suo assistente gobbo Floop, rubano dalle tombe pezzi di cadaveri perché lavorano all'esperimento della costruzione di una creatura. Floop accidentalmente ruba la testa del comico Shecky von Rathbone anziché quella dell'astrofisico Shelly von Rathbone, fratello del primo e che il Dr. Wolfgang voleva. Wolfgang usa l'elettricità per portare in vita il suo mostro di Frankenstein, che Floop chiama Herman Munster.
In cerca di vendetta sul suo ex marito Il Conte, la zingara Zoya Krupp invita il figlio del conte Lester, un lupo mannaro, a recarsi della sua tenda, sostenendo che Lester le deve dei soldo. Sotto la minaccia del fratello di Zoya, Bela, che lo decapita, Lester accetta di prender parte al piano di Zoya di far vendere al Conte il suo castello in Transilvania a quest'ultima, in modo che lei possa trasformarlo in un casinò con annesso parco a tema. Lester chiama suo padre per avanzargli la proposta, ma Il Conte la resinge immediatamente. 
Durante la colazione servita dal fedele servo Igor, il Conte parla con sua figlia, una vampira di 150 anni, Lily Gruesella, della sua insoddisfacente vita amorosa e della delusione che ha rappresentato il recente appuntamento con il Conte Orlock. Lily e il Conte guardano lo show televisivo Good Morning Transylvania con l'ospite Ezra Mosher. L'ospite del Dr. Wolfgang rivela Herman Munster in diretta. Wolfgang è disgustato nello scoprire che Herman è un goffo bruto con un senso dell'umorismo sciocco che esibisce in uno spettacolo comico. Tuttavia, Lily si innamora della personalità insolita di Herman. Herman diventa una celebrità, con Floop che gli fa da manager. Lily va a vederlo esibirsi con la sua band The Punk Rods al nightclub di Zoya. Lily viene indirizzata a lui da Lester dopo che ha ricevuto un altro avvertimento da Zoya. Herman si innamora immediatamente di Lily quando i due si incontrano e si danno appuntamento per cena la sera successiva al castello del Conte. Il Conte prova subito una forte antipatia per Herman a causa della sua stupidità, e comincia a cospirare con Igor per liberarsene attraverso un incantesimo magico. Più tardi, il Conte cerca di evocare un nuovo compagno per Lily, ma la sua pozione evoca involontariamente uno scimpanzé semi-senziente al suo posto. Una settimana di appuntamenti tra Herman e Lily culmina nella vacanza alla colonia penale dell'Isola del Diavolo. Lily accetta la proposta di matrimonio di Herman.
Herman e Lily si sposano mentre Wolfgang dice al Conte che Herman è ora il suo problema. Herman incontra Lester per la prima volta al suo matrimonio. Con Herman come nuovo capo della famiglia, Lester lo manipola, facendogli firmare l'atto di acquisto del castello di Zoya, promettendogli un affare redditizio. Herman e Lily fanno la luna di miele a Parigi, dove Herman cattura una creatura rettiliana che infestava le fogne della città. Herman e Lily adottano il mostro come animale domestico e lo chiamano Spot. Dopo che Zoya gli consegna un avviso di sfratto, il Conte affronta arrabbiato Herman a Parigi. Lily scopre che Herman è caduto in uno degli inganni di Lester, che ha causato la perdita della loro casa. Lily afferma che chiamerà l'avvocato Shady MaGoon quando torneranno in Transilvania.
Dopo che Lily ha da Shady MaGoon la conferma che non hanno un caso aperto contro Zoya, Herman, vista una personalità televisiva di nome Zombo, decide che possono avere un nuovo inizio trasferendosi a Hollywood, dove lui potrà diventare una star famosa. L'agente immobiliare Barbara Carr fa loro un breve tour di Hollywood prima di portarli a Mockingbird Heights. Barbara mostra ai Munsters una casa modello, ma il trio insiste nell'acquistare una vecchia casa decadente all'indirizzo 1313. Una volta trasferitasi, la famiglia si unisce ai vicini per una festa di Halloween in strada. Ignari del significat della festa, i Munsters credono di stare festeggiando con altri mostri e strani individui, mentre gli abitanti si convincono che i Munsters stiano indossando dei costumi e li premiano così a un concorso per il miglior travestimento con 1.500 dollari.
Herman trova lavoro alla ditta di pompe funebri Gateman, Goodbury e Graves, dove ha la mansione di trasportare i cadaveri. Vedendo Mockingbird Heights al di fuori di Halloween per la prima volta, Herman  ha uno shock quando comprende di vivere tra persone normali in un sobborgo idilliaco. Lily e il Conte sono altrettanto sconvolti. Lester arriva inaspettatamente a casa. Sebbene i Munsters siano inizialmente infelici di vederlo dopo ciò che Zoya lo ha costretto a fare, Lester presenta a Herman un assegno contenente la vincita di Lester a Las Vegas, dove ha giocato il pagamento elargitogli da Zoya per l'affare del castello del Conte. Herman e i Munsters realizzano con entusiasmo di essere ora ricchi.

## Personaggi e interpreti

### Personaggi principali
- Lily Munster, interpretata da Sheri Moon.
Una vampira innamorata di Herman.
- Herman Munster, interpretato da Jeff Daniel Phillips.
Un mostro di Frankenstein costruito con pezzi di cadavere.
- Il Conte, interpretato da Daniel Roebuck.
Un vecchio vampiro transilvano, padre di Lily.

### Personaggi secondari
- Donna Doomley, interpretata da Sheri Moon.
Una giornalista televisiva che riporta la notizia della morte dei fratelli Shecky e Shelly Von Rathbone.
- Shecky Von Rathbone, interpretato da Jeff Daniel Phillips.
Un comico deceduto il cui cervello è accidentalmente stato utilizzato per assemblare Herman.
- Zombo, interpretato da Jeff Daniel Phillips.
Un comico televisivo statunitense.
- Ezra Mosher, interpretato da Daniel Roebuck.
Il presentatore del talk-show transilvano Good Morning Transylvania-
- Dr. Wolfgang, interpretato da Richard Brake.
Lo scienziato pazzo che ha creato Herman.
- Orlock, interpretato da Richard Brake.
Un vampiro, ex fidanzato di Lily.
- Floop, interpretato da Jorge Garcia.
L'assistente gobbo del Dr. Wolfgang.
- Igor, interpretato da Sylvester McCoy.
Il servo del conte, alla fine trasformato da questi in pipistrello.
- Zoya Krupp, interpretata da Catherine Schell.
Una zingara, ex moglie del Conte.
- Barbara Carr, interpretata da Cassandra Peterson.
Un'agente immobiliare che vende ai Munsters la loro casa a Mockingbird Heights
- Lester, interpretato da Tomas Boykin.
Un licantropo, fratello di Lily.
- Bela Krupp, interpretato da Levente Törköly.
Fratello e aiutante di Zoya's.
- Mr. Gateman, interpretato da Jeremy Wheeler.
Comproprietario dell'impresa funebre dove lavora Herman.
- Mr. Goodbury, interpretato da Roderick Hill
Comproprietario dell'impresa funebre dove lavora Herman.
- Mr. Graves, interpretato da Mark Griffith
Comproprietario dell'impresa funebre dove lavora Herman.
- Zio Gilbert, interpretato da Renáta Kiss
Un uomo pesce zio di Lily.
- Un uomo di latta, interpretato da Victor Egri e doppiato originalmente da Butch Patrick.
L'officiante del matrimonio tra Lily e Herman.
- Shelly Von Rathbone, interpretato da Laurent Winkler.
Un astrofisico, il cui cervello doveva servire nella creazione di Herman.
- Franz Pennywhacker, interpretato da Dave Thompson e doppiato originalmente da Fred Coury.
Lo zombie di un famoso pianista.
- Shady MaGoon, interpretato da Miklós Kapácsy.
Un avvocato ungherese incarcerato, che la famiglia Munster consulta dopo che Zoya si è appropriata della casa del Conte.
- Annunciatrice della linea aerea, doppiato originalmente da Pat Priest.
- Annunciatrice del talk-show Good Morning Transylvania, doppiata originalmente da Dee Wallace.
- Corvo dell'orologio a cucù dei Munster, doppiato originalmente da Fred Coury.

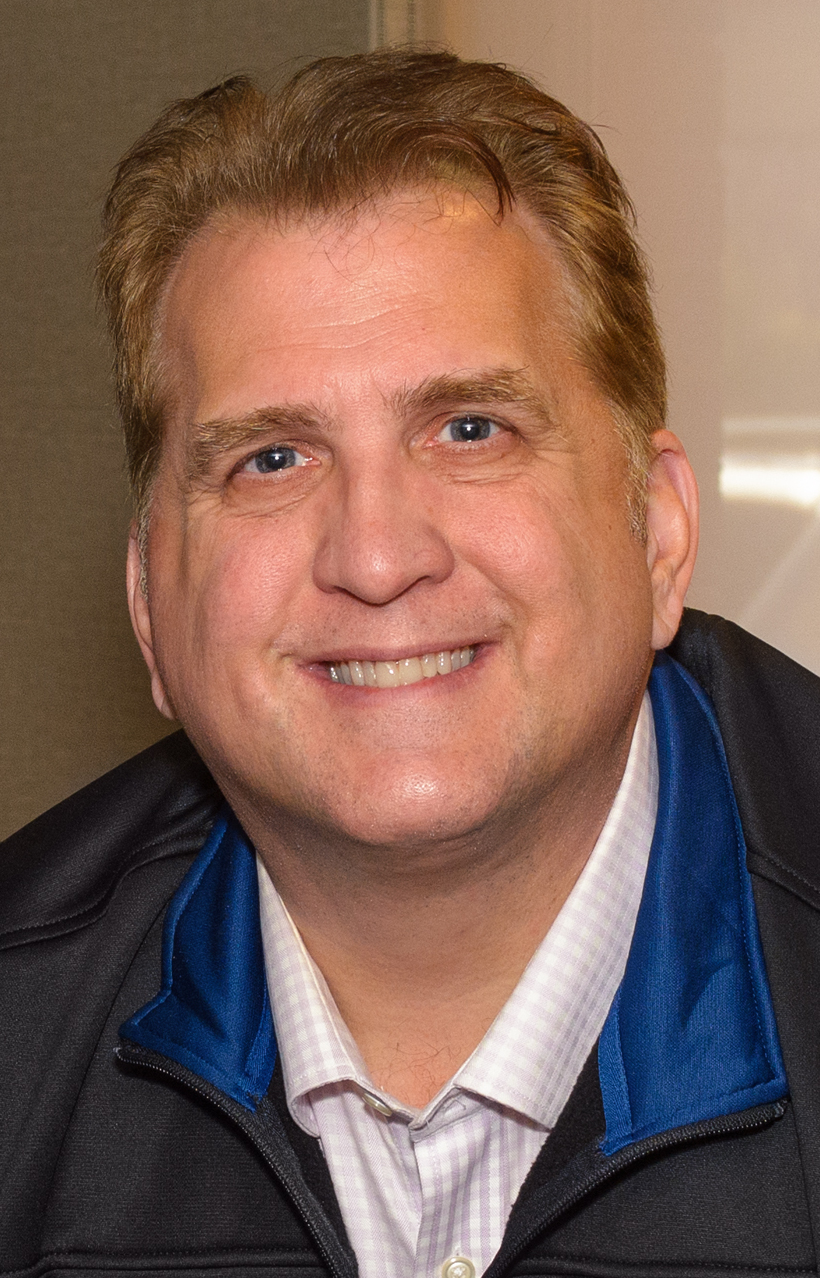
Daniel Roebuck, interprete del Conte
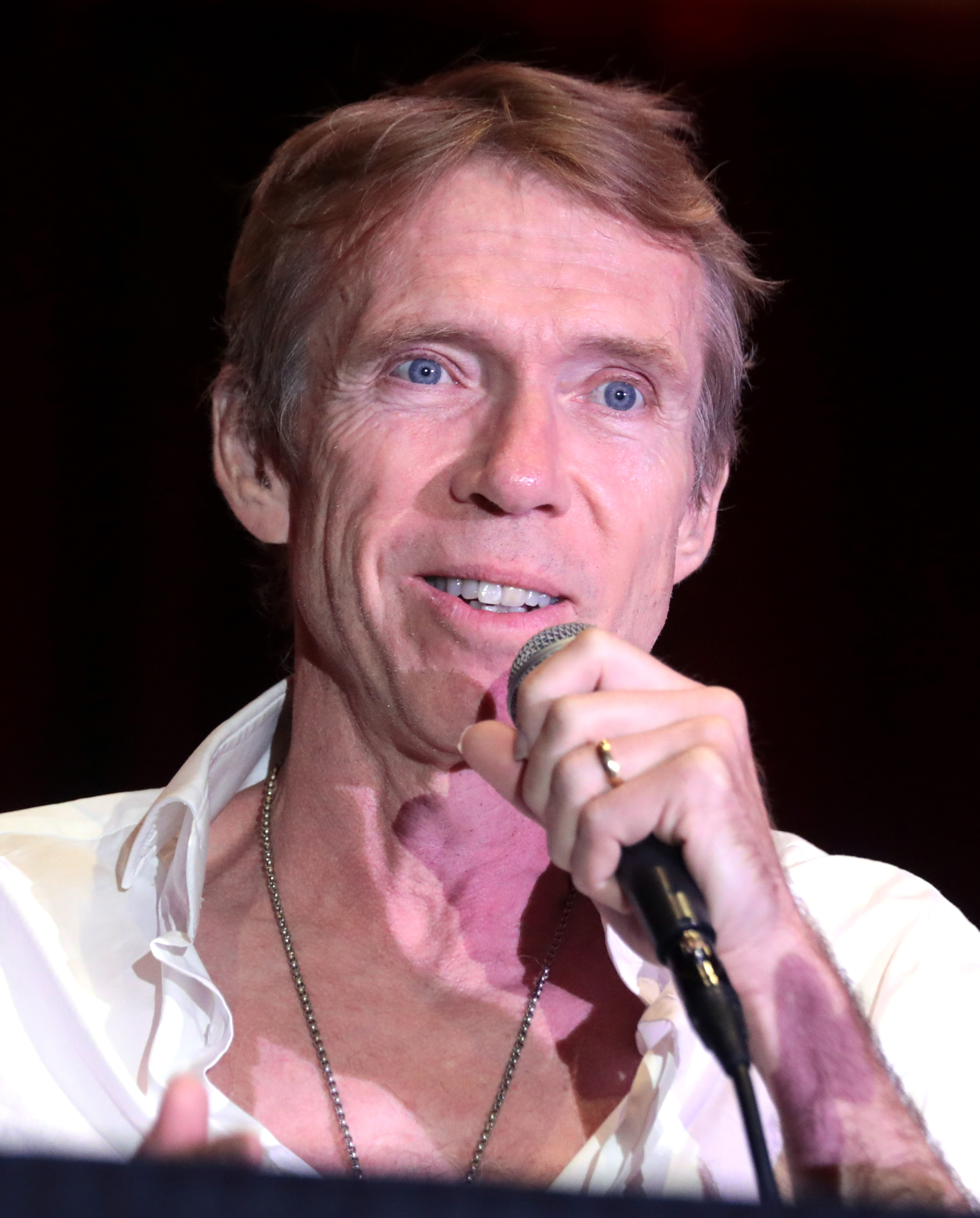
Richard Brake, interprete del Dr. Wolfgang
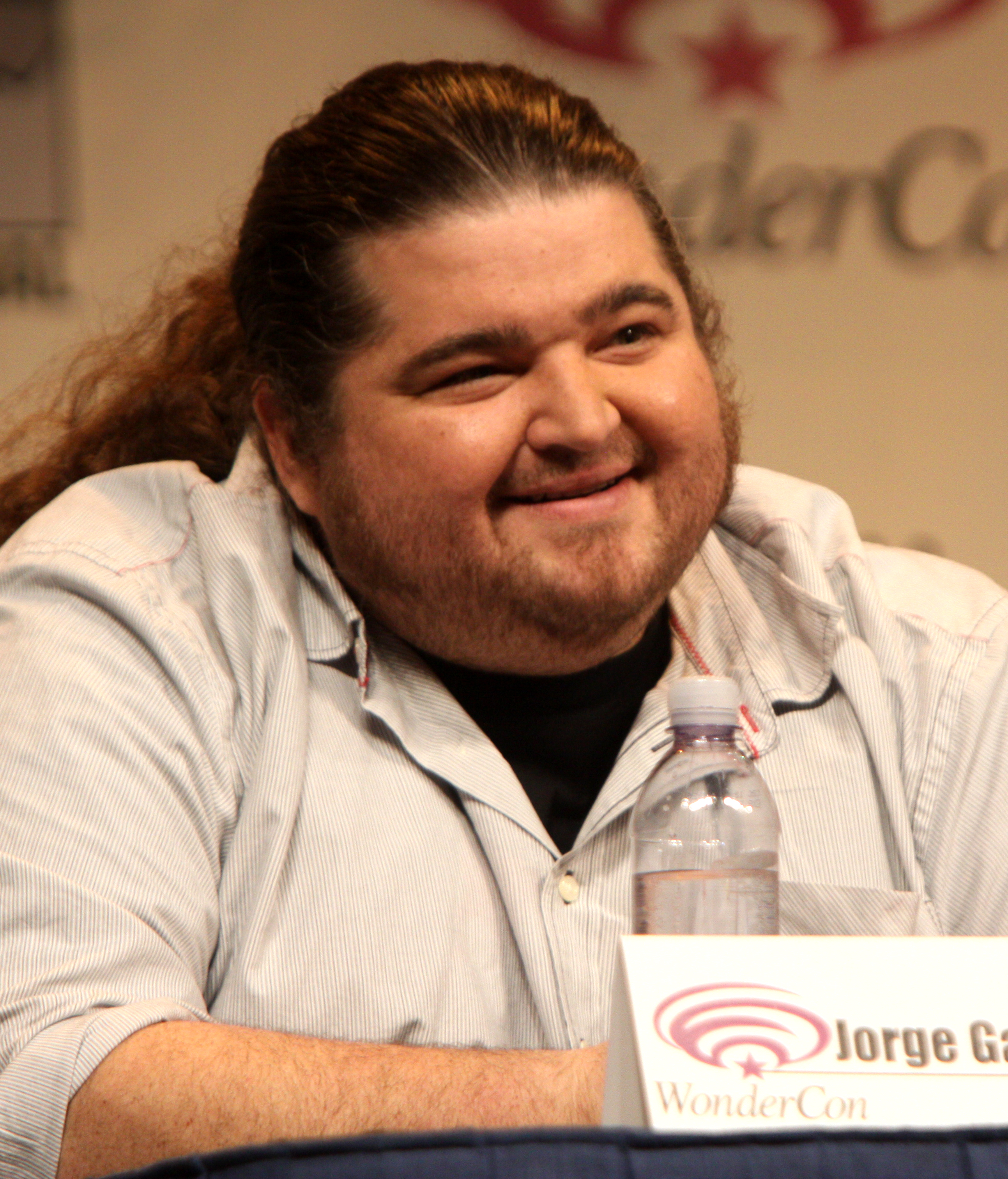
Jorge Garcia, interprete di Floop
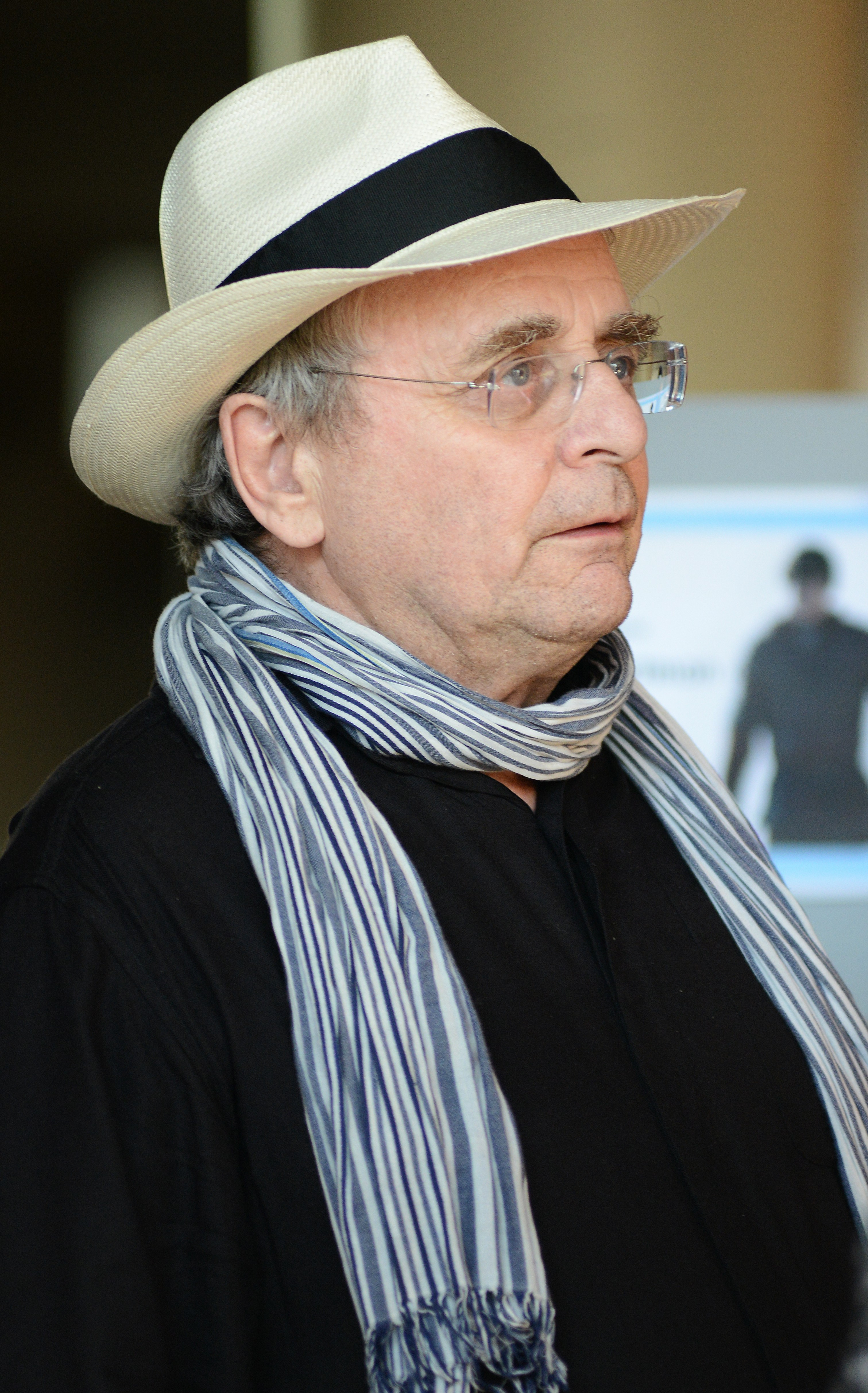
Sylvester McCoy, interprete di Igor
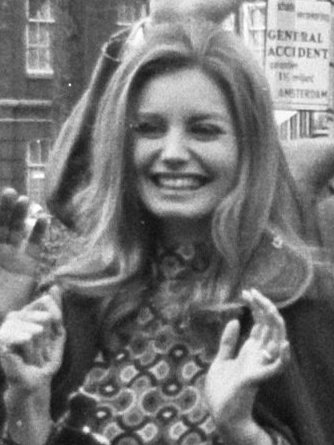
Catherine Schell, interprete di Zoya Krupp
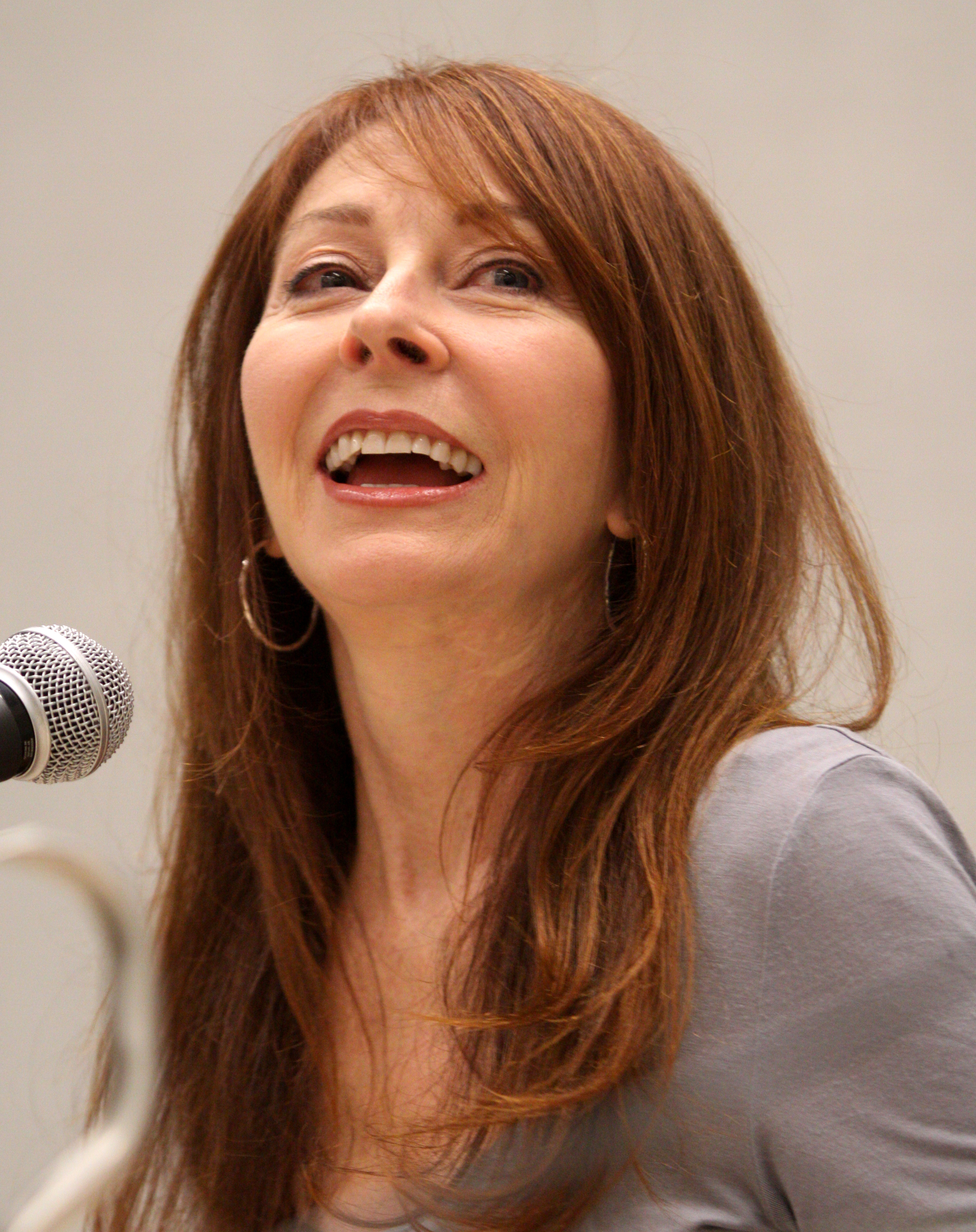
Cassandra Peterson, interprete di Barbara Carr
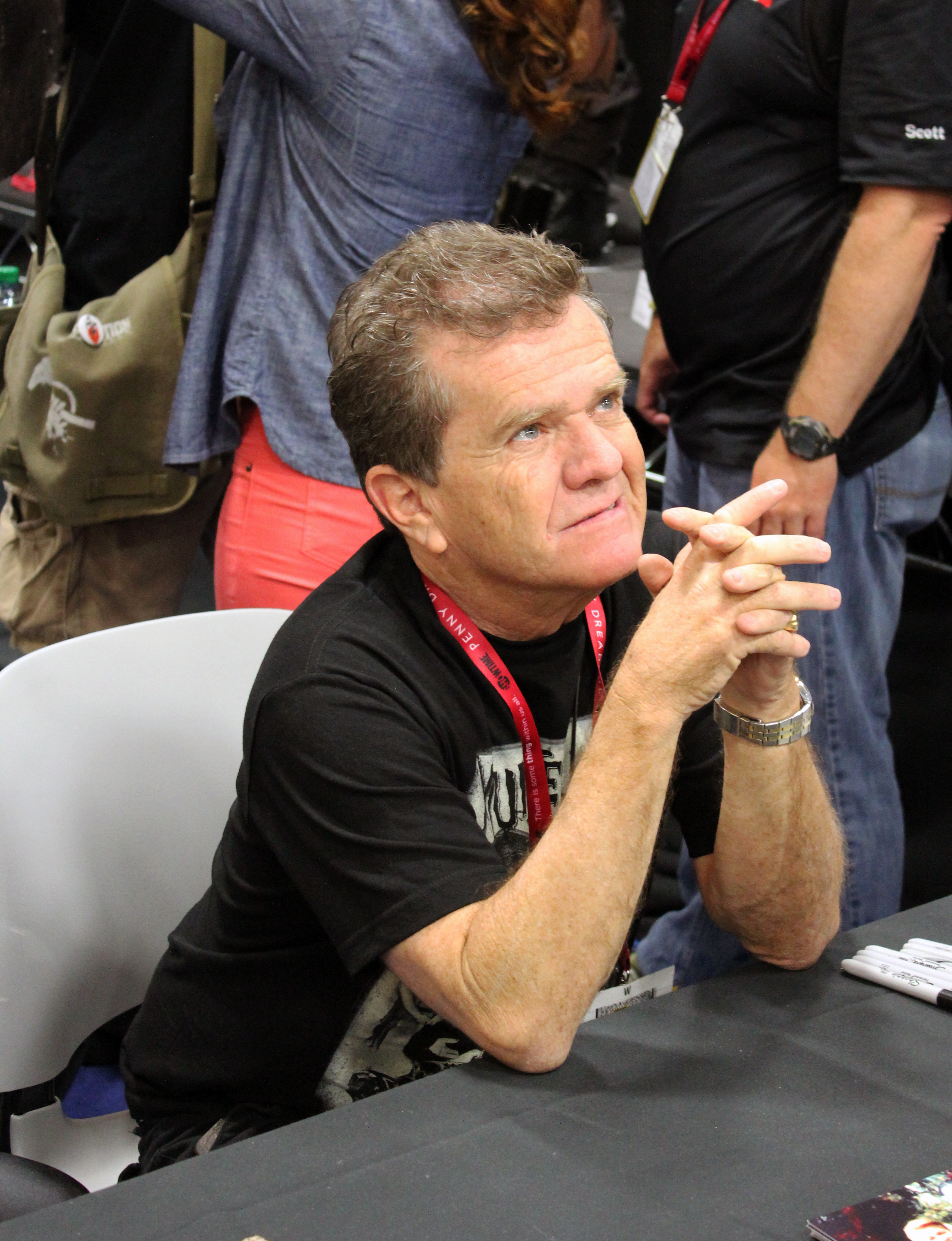
Butch Patrick, doppiatore originale dell'Uomo di latta
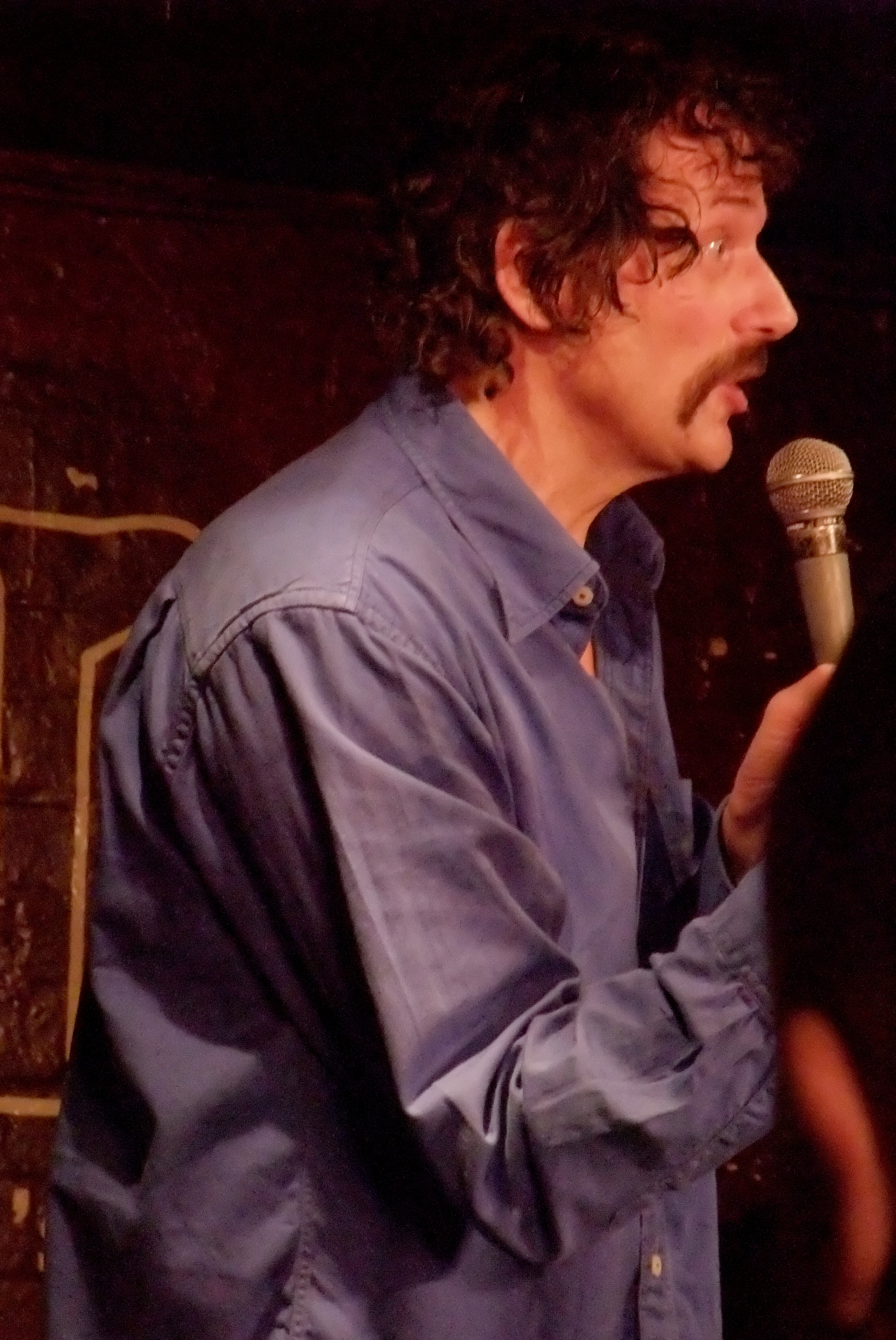
Dave Thompson, interprete di Franz Pennywhacker
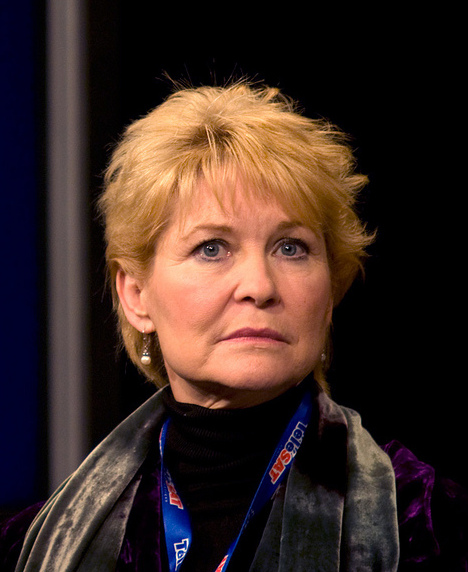
Dee Wallace, interprete dell'annunciatrice di Good Morning Transylvania